# Дочь воды
«Дочь воды» (фр. La Fille de l'eau, 1925) — французский художественный фильм Жана Ренуара.

## Сюжет
Героиня — дочь хозяина небольшой баржи, совершающей рейсы по каналам и рекам Франции.
Почти всё действие картины происходило на натуре.

## Над фильмом работали
Актёрский состав:
| Катрин Гесслинг    | Виржиния Розаэр                   |
| Пьер Филипп        | Жеф, её дядя                      |
| Пьер Шампань       | Жюстен Крепуа                     |
| Марк Тузе          | Буше, бродяга, по прозвищу Куница |
| Жорж Тероф         | Господин Реналь                   |
| Мадам Фокенберг    | Мадам Реналь                      |
| Гарольд Левингстон | Жорж Реналь                       |
| Анриэтта Море      | старая цыганка                    |
| Шарлотта Клазис    | Мадам Мобьен                      |
| Пьер Ренуар        | Крестьянин                        |
| Андре Дерен        | Хозяин кафе «Уютный уголок»       |

Съёмочная группа:
| Роль           | Имя                       |
| -------------- | ------------------------- |
| Режиссёр       | Жан Ренуар                |
| Производство   | Жан Ренуар                |
| Автор сценария | Пьер Лестренге            |
| Операторы      | Жан Башле, Альфонс Жибори |
| Декорации      | Жан Ренуар                |

## Художественные особенности
В фильме наблюдается значительное влияние «Прекрасной нивернезки» Ж. Эпштейна.
Ренуар попробовал передать в тональности черно-белой плёнки атмосферу, характерную для импрессионистических пейзажей. Жорж Садуль охарактеризовал фильм Ренуара как глубоко чувственную картину «где огромное внимание уделено природе, актёрам и живописности, близкой к импрессионизму». В фильме использовались наплывы и многократные экспозиции. По наблюдению Андре Базена в картине «отчётливо обозначены важные для Ренуара темы воды и браконьерства». Также по мнению киноведа несмотря на мелодраматизм сценария здесь уже прослеживается характерный «реализм» режиссёра: «реализм в изображении материального мира (природы, подлинной обстановки) и человека (лица жителей Марлотт часто выделены крупным планом). Эпизод пожара вызывает в памяти фильмы Штрогейма (например, исключительно выразительный демонический кадр с Пьером Ренуаром: вилы над головой)».

## Дополнительные факты
- Впервые фильм был показан в кинотеатре «Старая голубятня».